# Moyale (ville d'Éthiopie)
Pour les articles homonymes, voir Moyale.
Moyale est une ville frontière, partagée entre l'Éthiopie (région Oromia) et le Kenya (région Province orientale (province du Kenya)). Elle se trouve à 3° 32′ N, 39° 03′ E.
Moyale se situe sur la route goudronnée reliant Nairobi à Addis-Abeba, à la frontière des deux pays.